# 扭黄茅
扭黄茅（学名：Heteropogon contortus），也叫黄茅，是禾本科黄茅属的一种植物。这种植物主要分布于中国西南、华南、浙江、湖北等省。在横断山干热河谷区，可上升到约2700米左右。